# أكاديمية الدولة للفنون الجميلة في شتوتجارت
أكاديمية الدولة للفنون الجميلة في شتوتجارت (بالألمانية: Staatliche Akademie der Bildenden Künste Stuttgart)، هي جامعة في شتوتغارت بألمانيا. تأسست في عام 1761.
في 25 يونيو 1761 أسس كارل أويغن دوق فورتمبيرغ، في قصره الجديد الواقع في وسط شتوتغارت أكاديمية الفنون. وكانت مدرسة كارل مدرسة النخبة ذات أسلوب التعليم العسكري التي تأسست في عام 1770 لأطفال الجنود الفقراء والتي أصبحت في عام 1775 أكاديمية عسكرية، وفي عام 1781 رفع الإمبراطور جوزيف الثاني مستواها إلى جامعة. والتي أصبحت أكادمية للفنون. أعاد تيودور هويس تشكيلها في عام 1946 تحت الاسم الحالي والذي استهدف برنامج تدريب واسع النطاق بالإضافة إلى تطوير مكثف.